# Часниково (Ленінськ-Кузнецький округ)
Часнико́во (рос. Чесноково) — село у складі Ленінськ-Кузнецького округу Кемеровської області, Росія.

## Населення
Населення — 135 осіб (2010; 205 у 2002).
Національний склад (станом на 2002 рік):
- росіяни — 97 %